# When You See Yourself
Albums de Kings of Leon
Walls
(2016)
Singles
1. The Bandit
Sortie : 7 janvier 2021
2. 100,000 People
Sortie : 7 janvier 2021

When You See Yourself est le huitième album studio du groupe américain de rock Kings of Leon sorti le 5 mars 2021.
Les chansons The Bandit et 100,000 People sont sorties simultanément en single le 7 janvier 2021, annonçant officiellement le retour du groupe depuis la parution du précédent album Walls en octobre 2016.

## Liste des chansons
Toutes les chansons sont écrites et composées par Caleb Followill, Nathan Followill, Jared Followill, Matthew Followill.
| No  | Titre                                   | Durée |
| --- | --------------------------------------- | ----- |
| 1.  | When You See Yourself, Are You Far Away | 5:47  |
| 2.  | The Bandit                              | 4:10  |
| 3.  | 100,000 People                          | 5:44  |
| 4.  | Stormy Weather                          | 3:42  |
| 5.  | A Wave                                  | 5:23  |
| 6.  | Golden Restless Age                     | 4:33  |
| 7.  | Time in Disguise                        | 4:45  |
| 8.  | Supermarket                             | 4:58  |
| 9.  | Claire & Eddie                          | 4:52  |
| 10. | Echoing                                 | 3:37  |
| 11. | Fairytale                               | 3:55  |

## Musiciens
D'après le livret du CD
Kings of Leon
- Caleb Followill : guitare, chant
- Matthew Followill : guitare, synthétiseur (sur When You See Yourself, Are You Far Away, 100,000 People et A Wave), chant
- Jared Followill : basse, guitare acoustique (sur Supermarket), chant
- Nathan Followill : batterie, percussions, chant

Musiciens additionnels
- Timothy Deaux : chœurs (sur Supermarket et The Bandit)
- Liam O'Neil : piano, orgue (sur Echoing), mellotron (sur Fairytale), guitare acoustique (sur Supermarket), chœurs (sur A Wave)

## Classements hebdomadaires
| Classement (2021)              | Meilleure place |
| ------------------------------ | --------------- |
| Allemagne (Media Control AG)   | 4               |
| Australie (ARIA)               | 1               |
| Autriche (Ö3 Austria Top 40)   | 1               |
| Belgique (Flandre Ultratop)    | 3               |
| Belgique (Wallonie Ultratop)   | 6               |
| Canada (Canadian Albums Chart) | 6               |
| Danemark (Tracklisten)         | 32              |
| Écosse (OCC)                   | 2               |
| Espagne (Promusicae)           | 13              |
| États-Unis (Billboard 200)     | 11              |
| France (SNEP)                  | 71              |
| Irlande (Irish Albums Chart)   | 1               |
| Italie (FIMI)                  | 32              |
| Nouvelle-Zélande (RIANZ)       | 2               |
| Pays-Bas (Mega Album Top 100)  | 2               |
| Portugal (AFP)                 | 2               |
| Royaume-Uni (UK Albums Chart)  | 1               |
| Suisse (Schweizer Hitparade)   | 3               |